# Schloss Schomberg

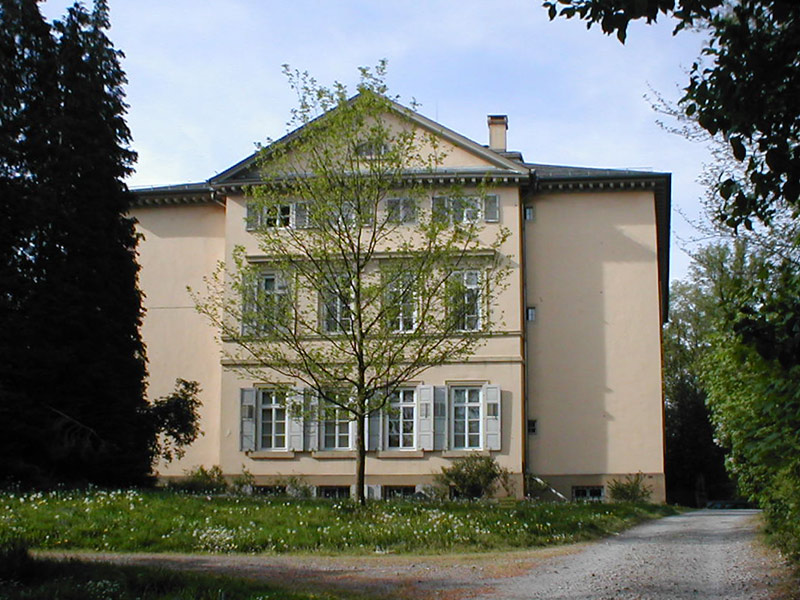
Schloss Schomberg, Südfassade

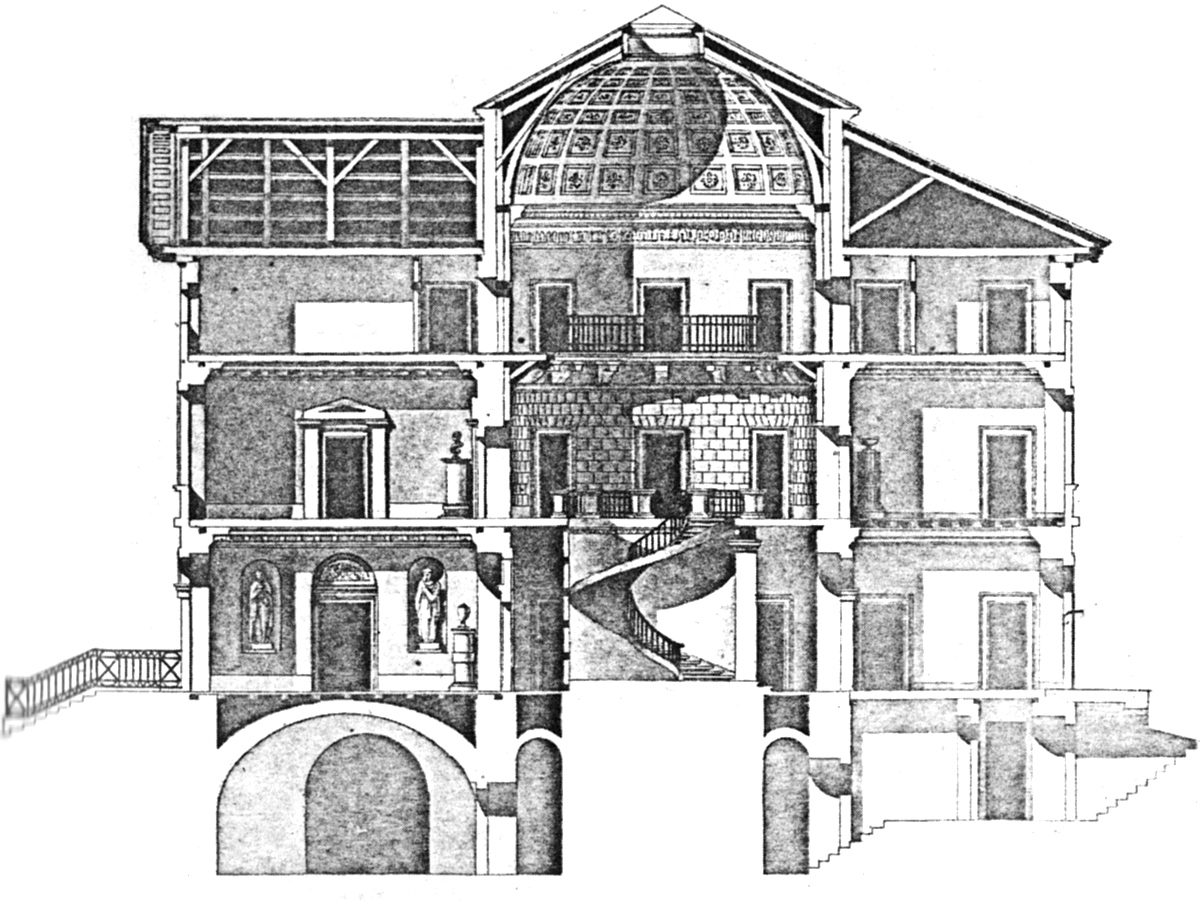
Planzeichnung (um 1820)

Schloss Schomberg ist ein klassizistisches Schloss bei Stebbach, einem Ortsteil von Gemmingen im Landkreis Heilbronn im nördlichen Baden-Württemberg.

## Geschichte
Das Schloss wurde westlich der Burg Streichenberg auf einer bis dahin unbebauten Hügelkuppe von 1820 bis 1826 nach Plänen von Karl August Schwarz für Hans Christoph Graf von Degenfeld-Schonburg erbaut. Architekt Schwarz war Residenzbaumeister in Bruchsal und erbaute zur selben Zeit ebenfalls im Stil des Klassizismus auch das Rathaus im nahen Eppingen. 
Das Schloss wird auch gegenwärtig noch von der Familie Degenfeld bewohnt und kann nicht besichtigt werden.

## Beschreibung
Das Hauptportal des auf quadratischem Grundriss erbauten, zweieinhalbgeschossigen Schlosses liegt an der siebenachsigen Ostseite des Gebäudes. Der Türrahmen weist einen löwenkopfartigen Neidkopf auf. Die mittleren drei Fensterachsen von Ost- und Westfassade sind jeweils in einem Mittelrisaliten zusammengefasst. Nach Westen führen drei rundbogige Türen über eine Gartenterrasse in den Schlosspark. Nord- und Südseite sind jeweils nur in vier Fensterachsen geöffnet, die ebenfalls in einem Mittelrisaliten gefasst sind. Die Sichtachsen des Schlosses verlaufen nach Norden zur Burg Steinsberg und nach Süden zur Eppinger Pfarrkirche Unsere Liebe Frau.
Im Inneren des Schlosses gibt es eine runde Galerie, die von einem kassettenartigen Rundgewölbe überspannt ist, dessen Abschlussring ein Oberlicht bildet, das die in der Gebäudemitte befindliche Galerie mit der breit geschwungenen Zugangstreppe beleuchtet. Architektonisch bedeutend sind außerdem die prächtigen Fußbodenmuster einiger Räume.
Südlich an das Schloss schließt sich der zugehörige Wirtschaftshof an, nach Westen und Norden erstreckt sich ein englischer Landschaftspark mit ausgefallener Bepflanzung, darunter Pimpernuss, Riesenbärenklau, Perückenstrauch und Tulpenbäume, nach Osten liegt eine natürliche Wald-Park-Landschaft. Das Gebiet Schomberg-Streichenberg steht seit 31. Januar 1979 unter Landschaftsschutz.